# 環境
環境（かんきょう、英語: environment）は、広義においては人、生物を取り巻く家庭・社会・自然などの外的な事の総体であり、狭義ではその中で人や生物に何らかの影響を与えるものだけを指す場合もある。特に限定しない場合、人間を中心とする生物・生態系を取り巻く環境のことである場合が多い。
生物物理学的環境は、生物または個体群を取り巻く生物的および非生物的環境であり、その結果それらの生存、発達および進化に影響を与える要因を含む 。生物物理学的環境は、微視的から地球規模の規模で規模が異なり得る。その属性に応じて細分化することもできる。例としては、海洋環境、大気環境、地球環境などがある 。各生物がそれ自身の環境を持っていることを考えると、生物物理学的環境の数は無数にある。
環境という用語は、人類に関連した単一の地球環境、または英国の環境庁などの地域の生物物理学的環境を指すことがある。
環境は我々を取り巻き、我々に対して存在するだけでなく、我々やその生活と係わって、安息や仕事の条件として成り立つ。また狭義の環境については、人間が生産と消費の活動によって汚染し、破壊するという関係性の中で大きな環境問題になってきた。
環境保護主義は広い範囲の社会的および哲学的運動であり、それは大部分、生物物理学的環境に対する人間の活動の悪影響を最小限に抑え、補償することを目的としている。環境保護主義者にとっての関心事は通常自然環境に関連しており、より重要なものは気候変動、種の 絶滅、汚染、そして太古からの森林の喪失である。
日本では1971年に環境省の前身である環境庁が発足し、政治課題として環境問題が本格的に取り組まれるようになる。

## 「環境」という用語
コトバンクによると、中国の元代の文献にみられる用語で、和製漢語になる。
研究者の早田宰(2003)は、環境は「environment」の訳語として、全国高女協会理事長で大日本優生会の創始者でもある市川源三が、1900年に「パーカー氏統合教授の原理」初出でそれ以前は、「environment」の訳語として「環象」「外界」などが使用されたとしている。
また、研究者の長沼美香子(2008)は『「環境」をめぐる言語的「メタ環境」 : 翻訳語と文法的比喩』の中で、大正11年（1922年）に初版が出された『齋藤英和辭典』には environment の訳語として「環境」が登場してくる。レイチェル・カーソン（Rachel Carson）が Silent Spring を世に問うたのが1962年である。そして、その邦訳が2年後に日本で出版されている。この翻訳書は、1964年に刊行された青樹簗一訳『生と死の妙薬』である。その後、文庫本としてタイトルが『沈黙の春』と改題され、この短い段落で、surrounding が2回、environment が1回使用されているが、すべて「環境」と訳出されている。
1961年設立の環境開発センターにすぐに入所した田村明は「浅田孝の戦略」《都市計画家 Planners No.14》 1997 p.7で「単に建物をつくる、道路をつくるのではなく、より良い環境を創るといった意味で当時としては 極めてユニークだった『環境』という言葉を使っています。環境という言葉は当時は環境衛生程度の理解しか一般的にはなかった頃のことです。『随分、し尿処理会社と間違えられたよ』と浅田さんは言っていました。」と答えている。
小林治人「環境デザインと設景」（『設景 その発想と展開』1996年、マルモ出版所収）にも「私の記憶では「環境」という言葉が日本で、計画設計の対象として用いられたのは、東京都によって実施された「代々木公園計画設計懸賞募集」（1964年）に端を発していると思う。当時、環境という言葉に触れた多くの人々が、環境衛生というとらえ方をするのが普通の状況下にあった。私たち環境計画研究グループのメンバーの集合場所に「環境計画研究室」と貼り紙をしておいたら、衛生器材のセールスマンが訪れて来たという時代であった。」とある。

## 生活環境の相互作用
生き残ったすべての生命はその環境の条件に順応したに違いない。温度、光、湿度、土壌栄養素などはすべて、あらゆる環境内のあらゆる種に影響を与える。しかし、人生は今度はその状態をさまざまな形で修正する。大気中への酸素の混入など、私たちの惑星の歴史に沿ったいくつかの長期的な修正は重要である。このプロセスは、その代謝に炭素を使用して大気中に酸素を放出する嫌気性微生物による二酸化炭素の分解で構成されていた。これは酸素ベースの植物と動物の生命、大きな酸素化現象の存在につながった。

## 関連する研究

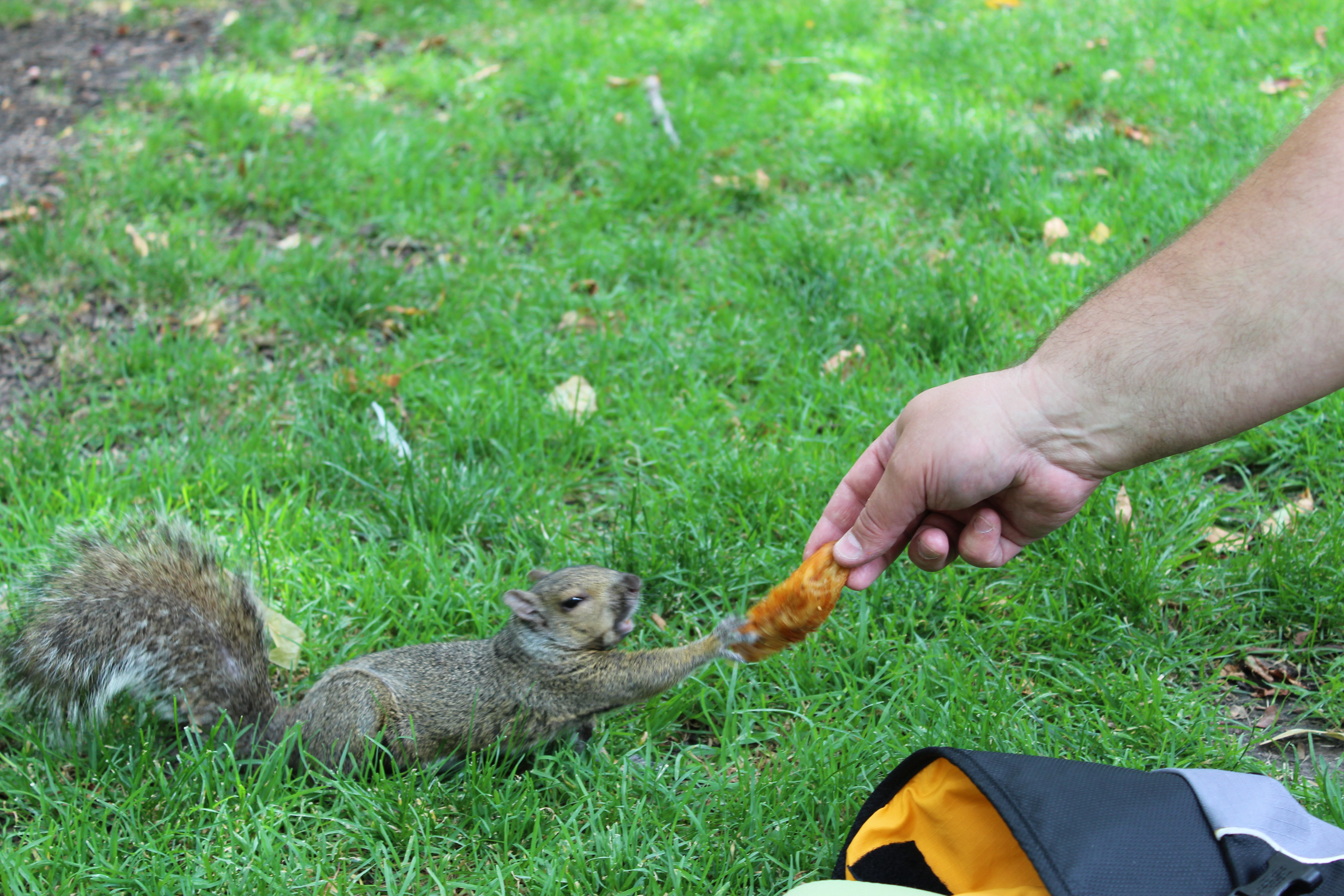
公共公園の生態系には、野生生物に餌をやる人間が含まれることがよくある。

環境科学は生物物理学的環境内の相互作用の研究である。この科学分野の一部は、環境に対する人間の活動の影響の調査である。生態学、生物学の下位分野、および環境科学の一部は、人間の環境への影響の研究として誤っていることがよくあります。環境研究は、人間と彼らの環境との相互作用の体系的な研究である、より広い学問分野である。それは自然環境、造られた環境および社会的環境を含む広い研究分野である。
関連する研究の一つは、生物物理学的環境を研究するために地理情報科学を採用することを含む。

## 様々な用法
- 精神医学や心理学では、人に関わる家族、友人、顧客を人的環境という。
- パソコンにおいては、オペレーティングシステムやアプリケーションの設定を環境設定などと呼ぶことがある。
- 言語学では、語や文のもつ音声、形態素、意義素などから構成される特定の条件であり、語形、統辞、意味の形成や、通時的な音韻変化などを左右するもののこと。

環境の中でも主に自然に関する諸問題を環境問題という。生物とそれを取り巻く環境との学問を生態学という。
自然とは山や川、木々や草花、動物、気象などであり、それと区別して人為的に作られた造形物、例えば、建物、道路、家具などは物的な環境として挙げられる。
エコロジー、食文化と関係した環境の問題については、各記事を参考のこと。

## 主体をどうとらえるか
より厳密に考えると、環境とは、あるものを主体にとった場合における、それを取り巻き、直接間接に関係を持つものすべてを指すものである。したがって、主体をどう取るかによってその内容が変化する。
たとえば動物の種を主体に考えた場合、その種を取り巻く他種の生物との関係（食物連鎖や競争関係など）、それにその周囲の物理的・化学的条件が環境として挙げられる。しかし、その種の中の一個体を取り上げた場合、これに加えて種内の個体間の関係（個体群密度や家族など）を環境条件として考えなければならない。たとえばある個体群の増加率はその密度に依存する場合があり、これを密度効果と呼ぶ。

### 公害病
例えば、公害病として有名な水俣病を例に挙げる。
この病気の原因は、チッソ水俣工場の廃液に含まれた水銀が水俣湾の生態系に取り込まれ、食物連鎖を通じて変化、濃縮された上で地域住民がそれを摂取し、その毒性によって発病するものである。いわゆる公害病というのは、このように人間が原因物質等を作り、それが直接に人間に来るのではなく、その地域の生物群集に取り込まれ、生態系の循環を通じて再び人間に取り込まれたときに、そこではじめて結果が表れるものである。公害というのは、公の害、つまり人間の働きで環境に働きかけたしっぺ返しが人間に戻ってきた、という把握に基づく。つまり、環境の主体を人間ととらえ、人間がそれを取り巻く環境を汚染したため、その悪影響を人間自身が受けた、と見るわけである。
しかし、この病気の被害者を主体に見れば、話は大きく食い違うことになる。その場合、チッソ水俣工場という一部の人間（企業）の活動が、海を汚した結果、その環境汚染の影響で有毒となった魚を食べた食物連鎖を通してネコや漁民が被害を受けた、という風になる。この場合、明らかにチッソ水俣工場側が加害者、漁民が被害者の立場となる。この結果の差は、人間集団内の差異を視野に入れるかどうかに関わっている。
ただ、いずれの立場を取るにせよ、人間を取り巻く環境を含めて考えなければならない問題ではあるので、それを環境問題というのは間違いではない。しかし、環境という言葉が内容を曖昧にするのに役立っている側面を忘れてはならない。
2006年は水俣病公式認定50周年にあたり、時の環境大臣の小池百合子が政府として公式謝罪した。

## 具体的内容
人間集団を主体にとった場合には、以下のようなものが環境として取り上げられるであろう。
- 気候・日照・温度条件など
- 雨量・水環境
- 化学物質・環境汚染
- 植生帯・生物群集
- 農産物・収穫可能な生物
- 外敵・害虫・病気・寄生虫
- 政治経済の状況
- 民族問題・周辺諸国との関係

集団内の個人を取り上げた場合、さらに次のようなものが取り上げられる。
- 生活環境
- 教育環境
- 家庭環境
- 情報環境
- 騒音問題
- 景観

## 課題
依然課題として残る環境問題として以下のようなものが挙げられる。
- 生物多様性保護
- 地球温暖化
- オゾン層保護
- 大気環境の保全
- 水環境
- 土壌環境
- 森林保全・植林
- 地盤環境の保全
- 廃棄物対策
- リサイクルなどによる物質循環の推進
- 化学物質対策
- 海岸浸食対策（流砂・漂砂）
- 自然環境の保全と自然とのふれあいの推進
- 環境施策/環境政策
- 各主体の参加
- 国際協力に係る施策